# بهمن آبادیان
بهمن‌آبادیان (زاده ۱۳۰۸ - درگذشته ۱۳۹۷ خورشیدی) سیاستمدار و اقتصاددان و مدیر گروه برنامه‌ریزی سازمان برنامه در دوران محمدرضا پهلوی بود. او دکترای اقتصاد خود را از دانشگاه بمبئی دریافت کرد و پس از بازگشت به ایران استخدام سازمان برنامه شد. آبادیان در دوره نخست‌وزیری علی امینی مدیر گروه برنامه‌ریزی سازمان برنامه گردید و در دولت اسدالله علم، به‌عنوان رئیس اداره بررسی‌های اقتصادی به بانک مرکزی رفت.
وی در فاصله اسفند ۱۳۴۴ تا تا ۱۳۴۷ در بانک جهانی مشغول به کار شد و با ریاست مهدی سمیعی در سازمان برنامه در سال ۱۳۴۸، معاون این سازمان گردید و بعد از کناره‌گیری سمیعی وی نیز به خارج کشور رفت و دوباره در بانک جهانی مشغول به کار شد.